# ベンのテーマ
『ベンのテーマ』（Ben）は、1972年に発売されたマイケル・ジャクソンの『ガット・トゥ・ビー・ゼア』に続くセカンド・ソロ・アルバム。聞き手に官能的な魅力を感じさせるアルバムとなっている。全米チャートで5位、ブラック・チャートで4位を記録した。

## 収録曲
1. ベンのテーマ - "Ben"
映画『ベン』の主題歌。ビルボードのシングル・チャートで初の1位獲得作品。2005年には日本でも『あいくるしい』の主題歌に使われた。元々はダニー・オズモンドのために書かれた曲である。
2. グレイテスト・ショウ - "Greatest Show on Earth"
3. 愛の世界 - "People Make the World Go Round"
4. おしゃれな恋 - "We've Got a Good Thing Going"
5. エヴリボディズ・サムボディズ・フール - "Everybody's Somebody's Fool"
6. マイ・ガール - "My Girl"
7. 愛に追われて - "What Goes Around Comes Around"
8. ポケットの中の恋 - "In Our Small Way"
9. シュ・ビ・ドゥ・ビ・ドゥ・ダ・デイ - "Shoo-Be-Doo-Be-Doo-Da-Day"
10. クライ・オン・マイ・ショルダー - "You Can Cry on My Shoulder"